# Iouri Savitchev
Iouri Nikolaïevitch Savitchev (en russe : Юрий Николаевич Савичев, né le 13 février 1965 à Moscou) est un footballeur soviétique et russe.

## Biographie

### En club
Au cours de sa carrière en club, il joue 57 matchs et inscrit 14 buts en Bundesliga.

### En équipe nationale
Il reçoit 8 sélections en équipe d'Union soviétique entre 1988 et 1990.
Il joue son premier match en équipe nationale le 19 octobre 1988 contre l'Autriche et son dernier le 25 avril 1990 contre la république d'Irlande.
Lors du tournoi olympique de 1988 organisé en Corée du Sud, il joue cinq matchs et remporte la médaille d'or. Lors de la finale contre le Brésil, il inscrit le but vainqueur à la 103e minute de la rencontre.

## Statistiques
| Saison                | Club                  | Championnat           | Championnat | Championnat | Coupe(s) nationale(s) | Coupe(s) nationale(s) | Compétition(s) continentale(s) | Compétition(s) continentale(s) | Compétition(s) continentale(s) | Total | Total |
| Saison                | Club                  | Division              | M.          | B.          | M.                    | B.                    | Comp.                          | M.                             | B.                             | M.    | B.    |
| 1983                  | FSM Moscou            | D3                    | 29          | 6           | -                     | -                     | -                              | -                              | -                              | 29    | 6     |
| Sous-total            | Sous-total            | Sous-total            | 29          | 6           | -                     | -                     | -                              | -                              | -                              | 29    | 6     |
| 1984                  | Torpedo Moscou        | D1                    | -           | -           | -                     | -                     | -                              | -                              | -                              | 0     | 0     |
| 1985                  | Torpedo Moscou        | D1                    | 12          | 0           | 2                     | 0                     | -                              | -                              | -                              | 14    | 0     |
| 1986                  | Torpedo Moscou        | D1                    | 30          | 12          | 6                     | 3                     | C2                             | 4                              | 4                              | 40    | 19    |
| 1987                  | Torpedo Moscou        | D1                    | 30          | 10          | 6                     | 1                     | C2                             | 2                              | 0                              | 38    | 11    |
| 1988                  | Torpedo Moscou        | D1                    | 17          | 6           | -                     | -                     | C3                             | 2                              | 0                              | 19    | 6     |
| 1989                  | Torpedo Moscou        | D1                    | 29          | 11          | 7                     | 2                     | C2                             | 4                              | 3                              | 40    | 16    |
| 1990                  | Torpedo Moscou        | D1                    | 17          | 8           | 3                     | 2                     | -                              | -                              | -                              | 20    | 10    |
| Sous-total            | Sous-total            | Sous-total            | 135         | 47          | 24                    | 8                     | -                              | 12                             | 7                              | 171   | 62    |
| 1990-1991             | Olympiakos            | D1                    | 26          | 10          | -                     | -                     | -                              | -                              | -                              | 26    | 10    |
| 1991-1992             | Olympiakos            | D1                    | 20          | 6           | -                     | -                     | -                              | -                              | -                              | 20    | 6     |
| Sous-total            | Sous-total            | Sous-total            | 46          | 16          | -                     | -                     | -                              | -                              | -                              | 46    | 16    |
| 1992-1993             | FC Sarrebruck         | D1                    | 34          | 8           | 2                     | 0                     | -                              | -                              | -                              | 36    | 8     |
| 1993-1994             | FC Sarrebruck         | D2                    | 35          | 12          | 3                     | 3                     | -                              | -                              | -                              | 38    | 15    |
| Sous-total            | Sous-total            | Sous-total            | 69          | 20          | 5                     | 3                     | -                              | -                              | -                              | 74    | 23    |
| 1994-1995             | FC St. Pauli          | D2                    | 31          | 10          | 3                     | 4                     | -                              | -                              | -                              | 34    | 14    |
| 1995-1996             | FC St. Pauli          | D1                    | 20          | 6           | 1                     | 0                     | -                              | -                              | -                              | 21    | 6     |
| 1996-1997             | FC St. Pauli          | D1                    | 3           | 0           | -                     | -                     | -                              | -                              | -                              | 3     | 0     |
| 1997-1998             | FC St. Pauli          | D2                    | 25          | 8           | 1                     | 0                     | -                              | -                              | -                              | 26    | 8     |
| 1998-1999             | FC St. Pauli          | D2                    | 9           | 2           | 2                     | 0                     | -                              | -                              | -                              | 11    | 2     |
| Sous-total            | Sous-total            | Sous-total            | 88          | 26          | 7                     | 4                     | -                              | -                              | -                              | 95    | 30    |
| Total sur la carrière | Total sur la carrière | Total sur la carrière | 367         | 115         | 36                    | 15                    | -                              | 12                             | 7                              | 415   | 137   |

## Palmarès
Torpedo Moscou
- Vainqueur de la Coupe d'Union soviétique en 1986.
- Finaliste de la Coupe d'Union soviétique en 1989.

 Union soviétique
- Médaillé d'or aux Jeux olympiques d'été de 1988.

 Olympiakos
- Vainqueur de la Coupe de Grèce en 1992.